# Marginellidae
Marginellidae zijn een familie van weekdieren uit de klasse van de Gastropoda (slakken).

## Taxonomie

### Onderfamilies
- Granulininae G. A. Coovert & H. K. Coovert, 1995
- Marginellinae Fleming, 1828
- Marginelloninae Coan, 1965

### Geslachten
- Demissa Boyer, 2016
- Hiwia Marwick, 1931 †